# 37939 Hašler
37939 Hašler è un asteroide della fascia principale. Scoperto nel 1998, presenta un'orbita caratterizzata da un semiasse maggiore pari a 2,5720670 UA e da un'eccentricità di 0,0921326, inclinata di 15,03207° rispetto all'eclittica.